# Vihtasaaret (ö i Mellersta Finland, Saarijärvi-Viitasaari)
Vihtasaaret är en ö i Finland. Den ligger i sjön Kolima och i kommunen Viitasaari i den ekonomiska regionen  Saarijärvi-Viitasaari och landskapet Mellersta Finland, i den centrala delen av landet, 300 km norr om huvudstaden Helsingfors. Öns area är 1,3 hektar och dess största längd är 190 meter i sydöst-nordvästlig riktning.  Notera att namnet antyder att det är fråga om flera öar.